# Oficer Blart
Oficer Blart (ang. Paul Blart: Mall Cop) – amerykańska komedia sensacyjna z 2009 roku w reżyserii Steve’a Carra. Wyprodukowany przez Columbia Pictures.

## Fabuła
Paul Blart (Kevin James) marzy o zostaniu policjantem. Mężczyzna samotnie wychowuje córkę Mayę i pracuje jako strażnik w centrum handlowym. Pewnego dnia bandyci napadają na mieszczący się tu bank i biorą zakładników, wśród których jest Maya. Paul musi stawić im czoło.

## Obsada
- Kevin James jako Paul Blart
- Jayma Mays jako Amy Anderson
- Keir O’Donnell jako Veck Simms
- Bobby Cannavale jako komandor James Kent
- Adam Ferrara jako sierżant Howard
- Peter Gerety jako szef Brooks
- Stephen Rannazzisi jako Stuart
- Jamal Mixon jako Leon
- Adhir Kalyan jako Pahud
- Erick Avari jako Vijay
- Raini Rodriguez jako Maya Blart
- Shirley Knight jako Margaret Blart

i inni